# Venczel-Kovács Zoltán
Venczel-Kovács Zoltán (Miskolc, 1979. február 19. –) magyar színművész, esküvői ceremóniamester, magánénekes.

## Életpályája
1996-2000 között az Egressy Béni Zeneiskola magánének szakán tanult. 2000-2002 között a Miskolci Nemzeti Színházban szerepelt. 2002-2005 között a Gór Nagy Mária Színitanoda tanulója volt. 2006-tól a Győri Nemzeti Színház tagja. Mellette 2004-2008 között szerepelt a Vígszínházban és a Vörösmarty Színházban is. 2021-ben elhagyta a színészi pályát és családját helyezte előtérbe. Civil hivatást választott. Jelenleg esküvői ceremóniamesterként és grafikusként dolgozik.

## Fontosabb színházi szerepei
- Szigligeti Ede: Liliomfi – Esküdt, Kuruzsló, Szolga
- Carlo Goldoni: Chioggiai csetepaté – Altiszt
- Sylvester Lévay – Michael Kunze: Elisabeth – Károlyi István gróf
- Tanádi István: Szibériai csárdás – Markovits főhadnagy
- Huszka Jenő- Bakonyi Károly- Martos Ferenc: Bob herceg – Kocsmáros
- Kszel Attila: Mágusok és varázslók – Valamilyen Sándor
- Anton Pavlovics Csehov: Sirály – Vászka
- Szörényi Levente – Bródy János: István, a király – Vecel(l)in
- Georges Feydeau: Bolha a fülbe – Rugby
- Presser-Sztevanovity-Horváth: A padlás – Meglökő, óriás szellem, 560 éves, siketnéma
- Ábrahám – Löhner-Beda – Grünwald: Bál a Savoyban – Mr. Albert
- Egressy Zoltán: Édes életek – Bittner
- Boris Pasternak: Doktor Zsivágó – 1. katona
- Osztrovszkij: Farkasok és bárányok – Vlas
- Beatles.hu
- Ilf-Petrov: Tizenkét szék – Tyihon – Gyagyov – színész2 – sakk klub tagja – gazdasági igazgató – pincér
- Kodály: Háry János- Fiatal huszár
- Kszel Attila: A császár keze – Géza lovász
- Shakespeare: Vízkereszt, vagy bánom is én – Rendőr
- Scarnacci-Tarabusi: Kaviár és lencse – Marcello, a kifutó fiú
- Gogol: A revizor – Szvisztunov, rendőr
- Rice-Webber: Jézus Krisztus szupersztár – Máté
- Egressy Zoltán: Június – Beteg, ablakmosó
- Kszel Attila: A walesi lakoma – Lovas
- Móricz: Úri muri – Malmosy
- Andersson-Rice-Ulvaeus: Sakk, a musical – Leonyid Viigand
- Márton Gyula: Csinibaba – Giorgio, dzsigoló
- Victor Hugo: A nevető ember – Somerset
- Bródy: A tanítónő – Törvénybíró
- Fenyő-Tasnádi: Aranycsapat – Karaj
- Shakespeare: Hamlet – Angol követ
- Tolcsvay-Müller-Tolcsvay: Mária evangéliuma – Raphael, Apostol
- Larson: Rent – Ali
- Dobozy-Korognai: A tizedes meg a többiek – Walter
- Kander-Ebb-Masteroff: Kabaré – Matróz, Vendég, SA legény
- Várkonyi-Béres: Egri csillagok – Vitéz I.
- Sütő: Egy lócsiszár virágvasárnapja – Várnagy
- Kálmán: Csárdáskirálynő – Mérő, ügyvéd
- Spiró: Koccanás – Segédmunkás, Maffiózó, Turista, Bőrfejű, Tüntető
- Shaw: Pygmallion – Mr. Thompson, házigazda
- Webber-Rice: Evita – Családtag, ensemble
- Fenyő-Tasnádi: Made in Hungária – Rudi, a cukrász a dobon
- Shakespeare: Szentivánéji álom – Orrondi, üstfoldozó (Fal)
- Dés-Geszti: A dzsungel könyve – Majom
- Kander-Ebb-Fosse: Chicago – Martin Harrison, swing
- Vajda-Fábri: Anconai szerelmesek – Giovanni, a cukrász
- Fényes-Harmath: Maya – Sultz (légionárius)
- Wildhorn-Knighton: A vörös Pimpernel – Mercier
- Wildhorn-Bricusse: Jekyll&Hyde – Jack (angol nyelven)
- Angelis: Garrick, a színész – Sam Cautherly
- Szörényi-Bródy: István, a király – István király
- Osztrovszkij: Négy lába van a lónak, mégis megbotlik – Jása
- Shakespeare: Tévedések vígjátéka – csoportos szereplő
- Gogol: A revizor – Prohorov rendőr
- Krúdy: A vörös postakocsi – táncos szereplő
- Szörényi-Bródy – István, a király
- Webber-Rice: Jézus krisztus Szupersztár – Péter
- Kunze-Lévay – Elisabeth – ensemble
- Verdi: Rigoletto – Borsa
- Lehár: A víg özvegy – Cascada
- Eisemann-Zágon: Fekete Péter – Boy, sofőr
- Shakespeare: A velencei kalmár – ülnök, szolga
- Tolcsvay-Müller: Mária Evangéliuma – pásztor, pap, énekkar
- Szophoklész: Antigoné – Őr

## Díjai és kitüntetései
- Kisfaludy ösztöndíj (2007)